# Liste der größten Unternehmen der Fleischwirtschaft in Deutschland
Die Liste der größten Unternehmen der Fleischwirtschaft in Deutschland gibt die größten Unternehmen der Fleischwirtschaft in Deutschland wieder. Die Liste umfasst Unternehmen, die in den Bereichen Schlachtung von Schlachttieren (vor allem Schweine und Rinder) und von Geflügel, als auch im Fleischimport, in der Fleischverarbeitung und Fleischwarenerzeugung aktiv sind.

## Liste
Folgende Liste sortiert die 25 größten Unternehmen der Fleischwirtschaft in Deutschland nach ihrem Umsatz in Euro.
| Rang | Unternehmensname                                                    | Sitz                                   | Umsatz in Mio. € | Umsatz in Mio. € | Umsatz in Mio. € | Geschäftstätigkeit                                                              |
| Rang | Unternehmensname                                                    | Sitz                                   | 2023             | 2022             | 2021             | Geschäftstätigkeit                                                              |
| ---- | ------------------------------------------------------------------- | -------------------------------------- | ---------------- | ---------------- | ---------------- | ------------------------------------------------------------------------------- |
| 1    | Tönnies-Gruppe                                                      | Rheda-Wiedenbrück, Nordrhein-Westfalen | 7.300            | 6.820            | 6.200            | Schlachtung von Schlachttieren (vor allem Schweine und Rinder) und Verarbeitung |
| 2    | PHW-Gruppe                                                          | Rechterfeld, Niedersachsen             | 4.033            | 3.315            | 2.769            | Schlachtung von Geflügel und Verarbeitung                                       |
| 3    | Westfleisch                                                         | Münster, Nordrhein-Westfalen           | 3.300            | 3.009            | 2.600            | Schlachtung von Schlachttieren (vor allem Schweine und Rinder) und Verarbeitung |
| 4    | Vion Food Germany                                                   | Boxtel, Niederlande                    | 2.700            | 2.700            | 2.500            | Schlachtung von Schlachttieren (vor allem Schweine und Rinder) und Verarbeitung |
| 5    | Heristo                                                             | Bad Rothenfelde, Niedersachsen         | 1.800            | 1.648            | 1.439            | Verarbeitung und Fleischimport                                                  |
| 6    | Rothkötter-Gruppe                                                   | Meppen, Niedersachsen                  | 1.700            | 1.950            | 1.600            | Schlachtung von Geflügel und Verarbeitung                                       |
| 7    | Danish Crown Germany                                                | Randers, Dänemark                      | 1.348            | 1.500            | 1.400            | Schlachtung von Schlachttieren (vor allem Schweine und Rinder) und Verarbeitung |
| 8    | Müller-Gruppe                                                       | Birkenfeld, Baden-Württemberg          | 1.073            | 970              | 950              | Schlachtung von Schlachttieren (vor allem Schweine und Rinder)                  |
| 9    | Edeka Südwest Fleisch (Tochterunternehmen von Edeka Südwest)        | Offenburg, Baden-Württemberg           | 1.014            | 976              | 946              | Verarbeitung und Handel                                                         |
| 10   | Gilde                                                               | Frankfurt am Main, Hessen              | 1.002            |                  |                  | Handel und Dienstleistungen                                                     |
| 11   | Kaufland Fleischwaren (Tochterunternehmen von Kaufland)             | Neckarsulm, Baden-Württemberg          | 1.000            | 849              | 849              | Verarbeitung                                                                    |
| 12   | Zur-Mühlen-Gruppe (Tochterunternehmen der Tönnies-Gruppe)           | Böklund, Schleswig-Holstein            | 1.000            | 1.000            |                  | Verarbeitung                                                                    |
| 13   | Sprehe-Gruppe                                                       | Cappeln (Oldenburg), Niedersachsen     | 950              | 850              |                  | Schlachtung von Geflügel und Verarbeitung                                       |
| 14   | Willms                                                              | Ruppichteroth, Nordrhein-Westfalen     | 855              | 784              | 687              | Schlachtung von Schlachttieren (vor allem Schweine und Rinder) und Verarbeitung |
| 15   | Brandenburg (Tochterunternehmen von Rewe Group)                     | Köln, Nordrhein-Westfalen              | 851              | 857              | 657              | Verarbeitung                                                                    |
| 16   | Bauerngut (Tochterunternehmen von Edeka Minden-Hannover)            | Minden, Nordrhein-Westfalen            | 791              | 739              | 687              | Verarbeitung                                                                    |
| 17   | InFamily Foods                                                      | Versmold, Nordrhein-Westfalen          | 775              | 742              | 720              | Verarbeitung                                                                    |
| 18   | Goldschmaus-Gruppe                                                  | Garrel, Niedersachsen                  | 726              | 420              | 550              | Schlachtung von Schlachttieren (Schweine und Rinder) und Verarbeitung           |
| 19   | Heidemark-Gruppe                                                    | Höltinghausen, Niedersachsen           | 713              | 666              | 576              | Schlachtung von Geflügel und Verarbeitung                                       |
| 20   | Rasting (Tochterunternehmen von Edeka Rhein-Ruhr)                   | Meckenheim, Nordrhein-Westfalen        | 670              | 640              | 604              | Verarbeitung                                                                    |
| 21   | Plukon Deutschland                                                  | Visbek, Niedersachsen                  | 620              | 600              | 530              | Schlachtung von Geflügel und Verarbeitung                                       |
| 22   | OSI                                                                 | Gersthofen, Bayern                     | 552              | 552              | 552              | Schlachtung und Verarbeitung                                                    |
| 23   | Steinemann                                                          | Steinfeld (Oldenburg), Niedersachsen   | 458              | 409              |                  | Schlachtung von Schlachttieren (Schweine und Rinder) und Verarbeitung           |
| 24   | Simon-Fleisch (Gruppe)                                              | Wittlich, Rheinland-Pfalz              | 450              | 350              |                  | Schlachtung von Schlachttieren                                                  |
| 25   | Südbayerische Fleischwaren (Tochterunternehmen von EDEKA Südbayern) | Ingolstadt, Bayern                     | 442              | 450              |                  | Verarbeitung                                                                    |